# Troll (samochód)
Troll – marka norweskiego samochodu osobowego należąca do spółki Troll plastkarosseri og bilindustri z siedzibą w Lunde w Telemarku.
Celem produkcji samochodu opartego na konstrukcji Hansa Trippella Trippelvagen 750 inż. Per Kohl-Larsen, Erling Fjugstad oraz Bruno Falch założyli w 1956 r. Spółkę Troll plastkarosseri og bilindustri. Spółka zbankrutowała w 1958 r. po wyprodukowaniu i sprzedaży pięciu egzemplarzy samochodu. Szósty egzemplarz, którym był protoryp, nabyła Ruth Kalleberg z Farsund. Egzemplarz ten obecnie znajduje się w Norewskim Muzeum Transportu w Lillehammer.